# Kreisgrabenanlage von Goseck

Die Rekonstruktion der Kreisgrabenanlage von Goseck im April 2024

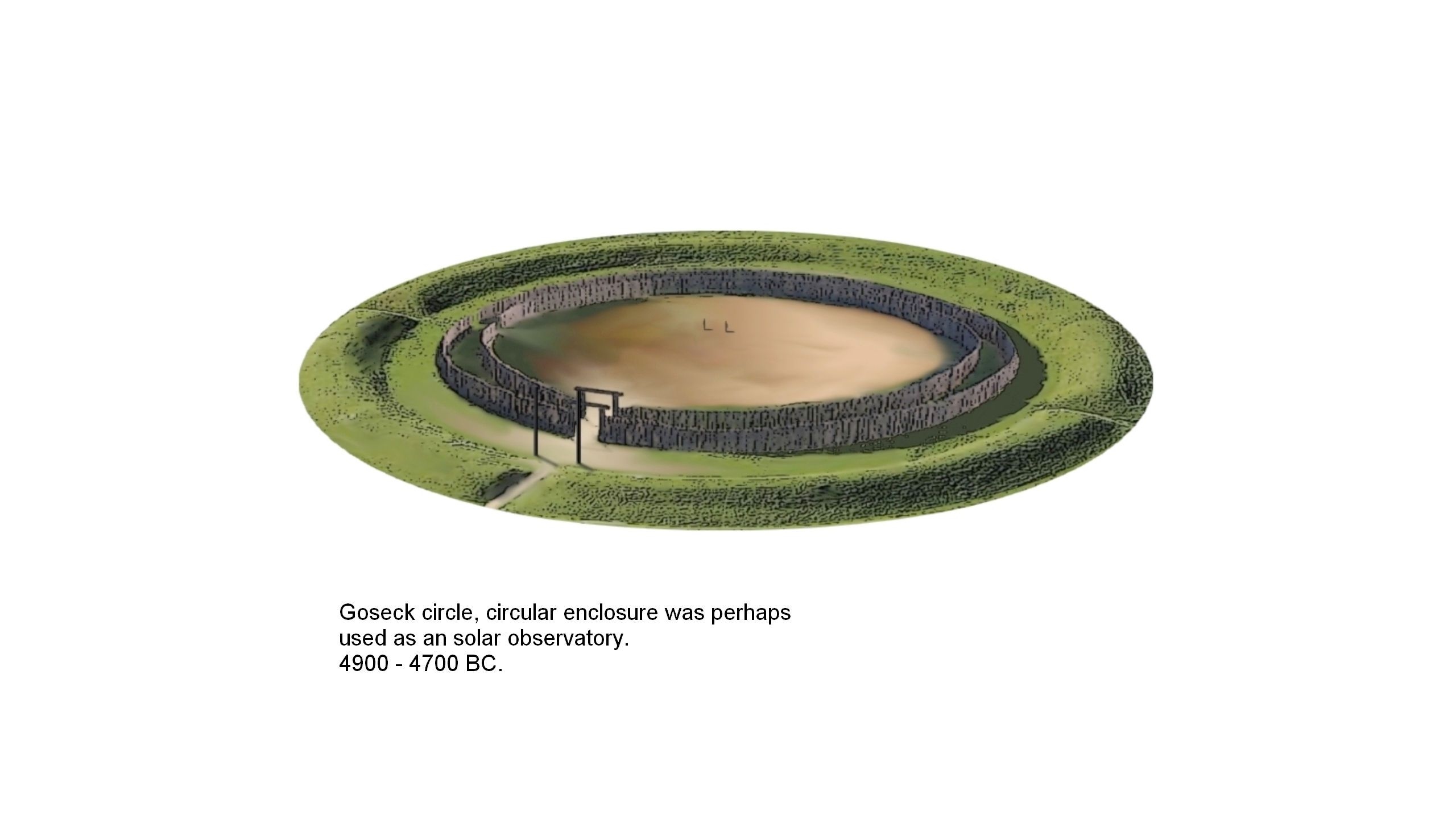
Rekonstruktionsversuch der Kreisgrabenanlage von Goseck

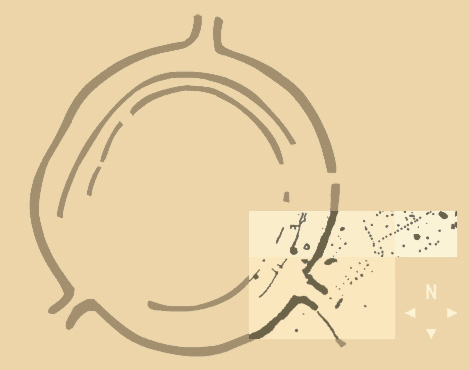
Aufsicht der Anlage von Goseck im Schema. Die helleren Flächen markieren die Ausgrabungen. 2002 wurde der schmale west-östliche Streifen untersucht, 2003 eine annähernd quadratische Fläche, die den größten Teil der ersten Untersuchung mit einschloss.

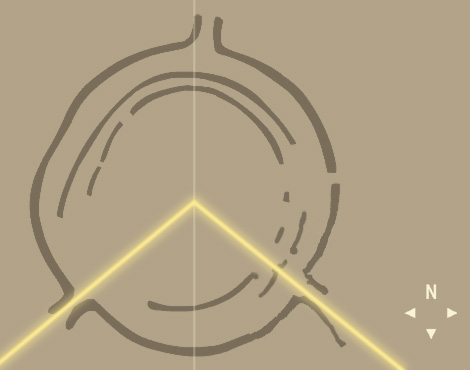
Die gelben Linien stellen rechts die Richtung des Sonnenaufgangs und links die des Sonnenuntergangs zur Wintersonnenwende dar. Die senkrechte Linie markiert den astronomischen Meridian.

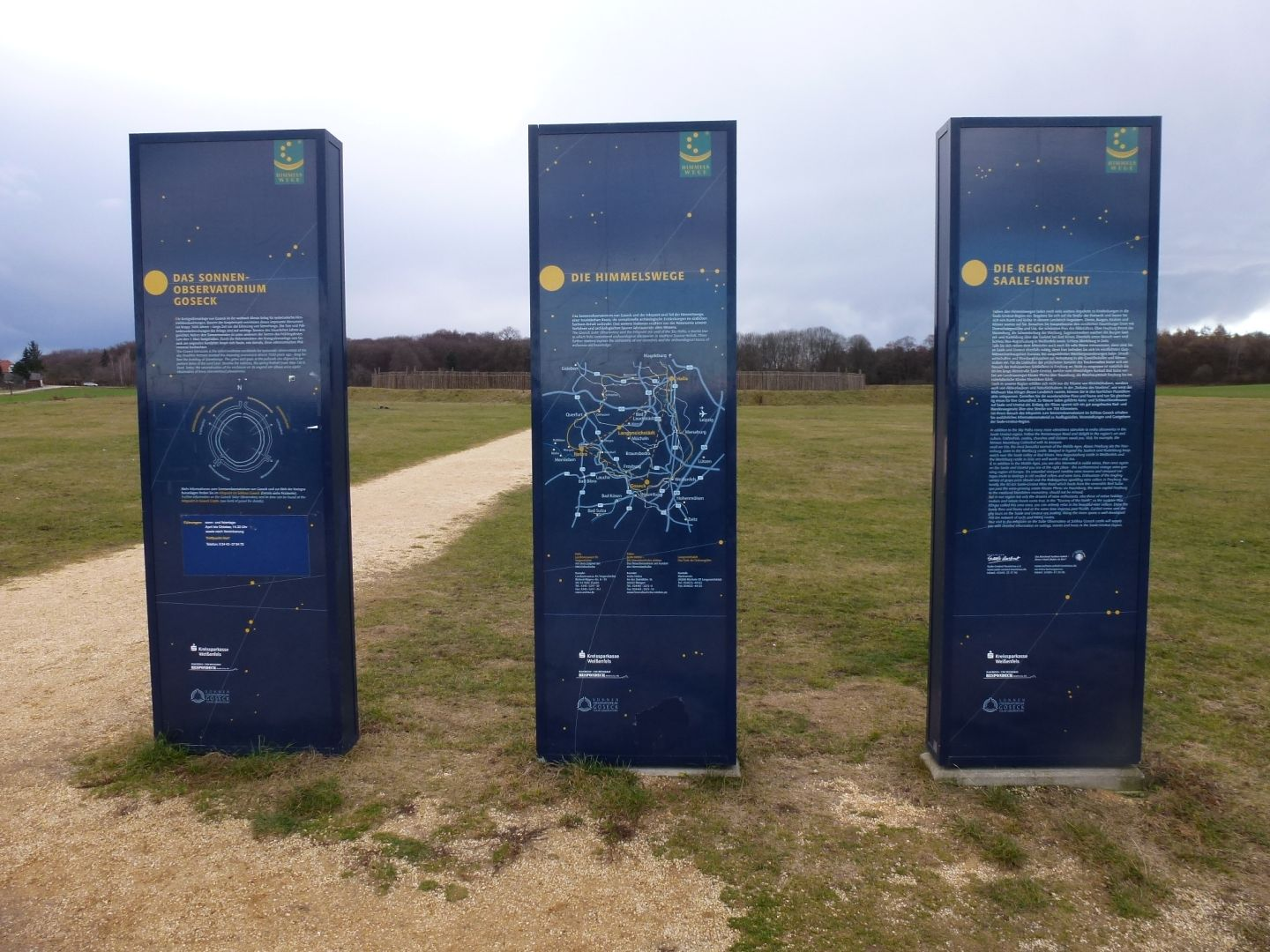
Informationstafeln am Eingang des Sonnenobservatoriums

Die Kreisgrabenanlage von Goseck (auch Sonnenobservatorium von Goseck) ist eine jungsteinzeitliche Kreisgrabenanlage am nordwestlichen Ortsrand von Goseck (Burgenlandkreis) in Sachsen-Anhalt. Die ringförmigen Bodenverfärbungen wurden 1991 bei einem Erkundungsflug durch den Luftbildarchäologen Otto Braasch entdeckt und als neues Bodendenkmal gemeldet. Die Anlage wurde zwischen 2002 und 2004 im Rahmen eines interdisziplinären Forschungsprojektes vollständig ausgegraben. Die während des Mittelneolithikums vor etwa 6900 Jahren errichtete Anlage wird der Kultur der Stichbandkeramik zugeordnet. Die Kreisgrabenanlage von Goseck wurde von einigen Archäologen als das älteste Sonnenobservatorium der Welt bezeichnet.
Die Anlage ist zusammen mit dem Fundort der Himmelsscheibe von Nebra, dem Großsteingrab Langeneichstädt, der Kreisgrabenanlage von Pömmelte und dem Landesmuseum für Vorgeschichte in Halle eine Station auf der touristischen Straße „Himmelswege“.

## Ausgrabungen
Nach der Entdeckung 1991 wurden ab 1999 erneut Luftaufnahmen des Areals gemacht und geomagnetische Untersuchungen vorgenommen, die eine vollständige Kartierung des Grundrisses ermöglichten.
Die vollständige Freilegung und Ausgrabung der Anlage fand im Rahmen des interdisziplinären Forschungsprojektes „Kreisgrabenanlage Goseck – Archäologie multimedial“ statt. Die finanziellen Mittel zur Ausgrabung wurden im Rahmen eines Multimedia-Erlasses des Kultusministeriums von Sachsen-Anhalt zur Verfügung gestellt.
Unter der Leitung von François Bertemes vom Institut für prähistorische Archäologie der Martin-Luther-Universität Halle-Wittenberg wurde 2002 zunächst das Südosttor sowie ein Teil des Außenrings ausgegraben, der aus einem Graben, einem Wall und zwei Palisaden bestand. Bei der ersten Grabung auf einem Areal von 10 m × 50 m wurden neben den Spuren der Ringanlage mit Scherben der Stichbandkeramik auch die eines Langhauses mit lehmverputzten Flechtwerkwänden und ein Kindergrab mit zwei Gefäßen aus der Zeit der vorangegangenen Linearbandkeramik gefunden.
2003 wurde ein Großteil der ersten Ausgrabungsfläche erneut und eine südlich davon gelegene Fläche von 30 m × 40 m erstmals untersucht und das gesamte Südosttor freigelegt. Dabei wurde festgestellt, dass das innere Palisadentor schmaler als das äußere war und dieses wieder schmaler als der Zugangsweg über den Graben.
Bei weiteren Ausgrabungen wurden zahlreiche Rinderknochen, besonders Schädel, und in drei Erdgruben Menschenknochen gefunden. Sie waren sorgfältig bearbeitet worden, das Fleisch von den Knochen abgeschabt. Das könnte für Menschenopfer sprechen – oder für spezielle Begräbnisrituale.
Von Juni bis Oktober 2005 wurde die Anlage auf dem mittlerweile vollständig freigelegten Areal rekonstruiert. Die Eröffnung fand am 21. Dezember 2005 statt, dem Tag der Wintersonnenwende.

## Beschreibung

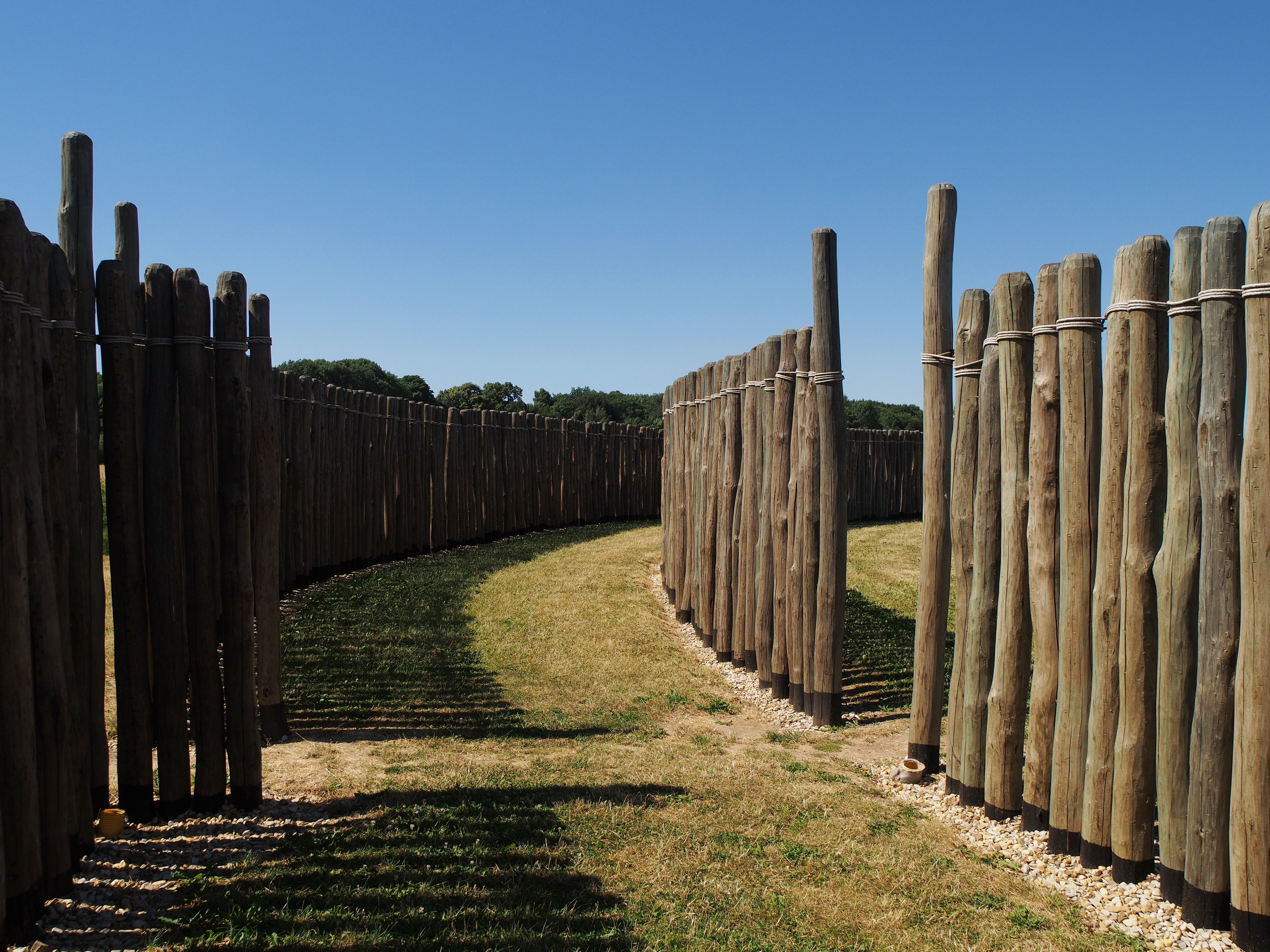
Der Rundgang zwischen äußerem und innerem Palisadenring

Die Kreisgrabenanlage liegt auf einem Plateau oberhalb des Saaletals und besteht aus einem deutlich erkennbaren, annähernd kreisförmigen Ringgraben mit etwa 71 m Durchmesser. Es konnte ein flacher Erdwall rund um den Graben nachgewiesen werden. Die Anlage hat drei grabengesäumte Zugangswege, die nach Norden, Südwesten und Südosten ausgerichtet sind. Im Inneren befinden sich Spuren zweier konzentrischer Palisaden (etwa 56 und 49 m Durchmesser) mit gleich ausgerichteten, zum Zentrum hin schmaler werdenden Toren. Es konnte auf der Innenfläche keine weitere Bebauung festgestellt werden.
Nach Untersuchungen des Astroarchäologen Wolfhard Schlosser vom Astronomischen Institut der Ruhr-Universität Bochum, der früher schon die Himmelsscheibe von Nebra interpretiert hat, sind die beiden südlichen Tore und Zugangswege (vom Mittelpunkt der Anlage aus gesehen) mit einer Genauigkeit von drei bis vier Tagen auf den Sonnenauf- und Untergang zur Wintersonnenwende um 4800 v. Chr. ausgerichtet. Das nördliche Tor weist annähernd genau auf den astronomischen Meridian, nämlich nach Norden. Dass es sich um ein Observatorium zur Bestimmung der Wintersonnenwende handelt, ist deshalb wahrscheinlich.

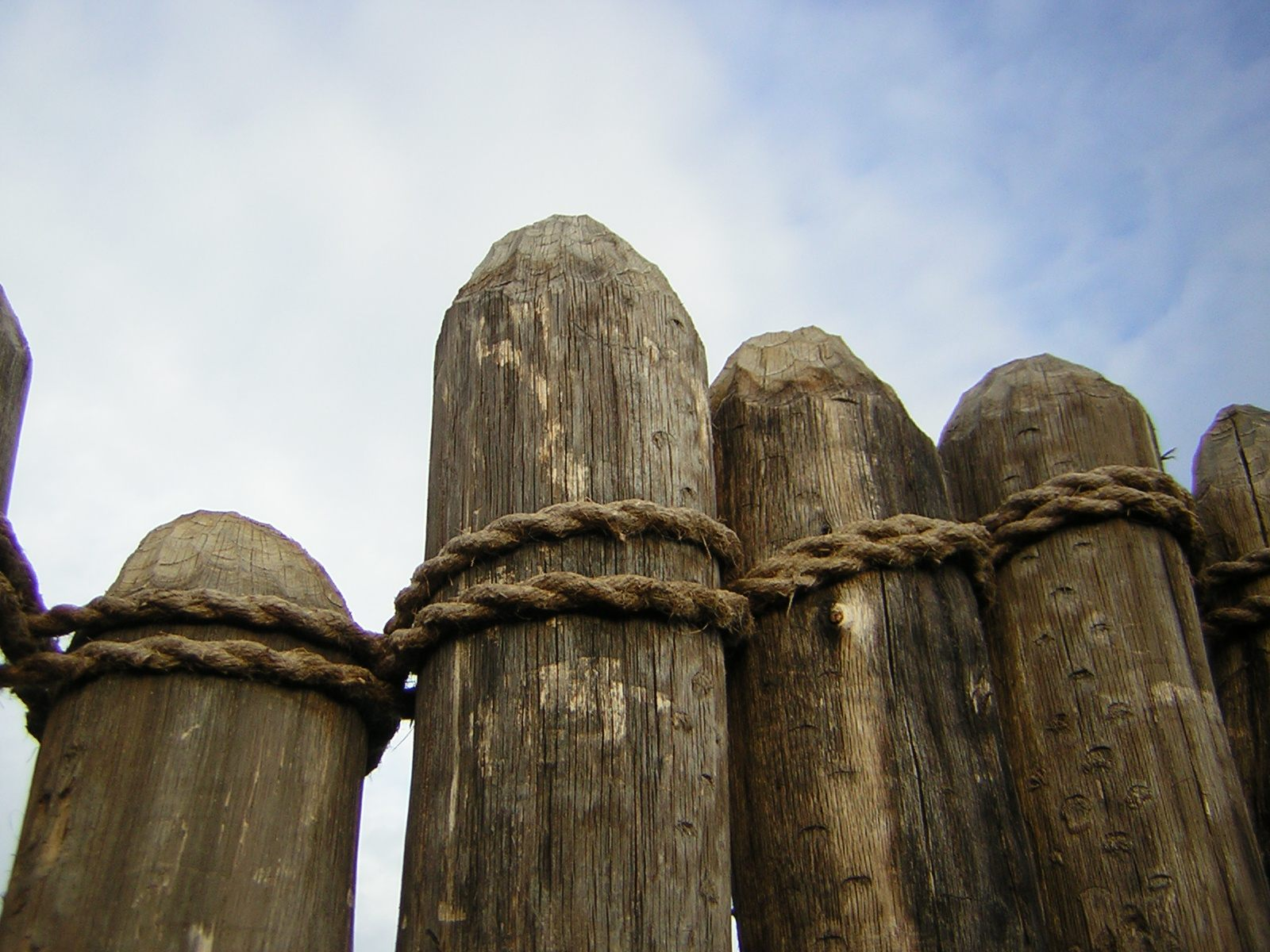
Detail einer Palisadenverbindung

2004 wurde eine weitere Visiereinrichtung in der Palisade gefunden, die auch die Bestimmung der Sommersonnenwende ermöglichte. Die Auswertungen Wolfhard Schlossers wurden dabei durch ein GPS-satellitengestütztes Messsystem unterstützt. Im Unterschied zu anderen, schlechter erhaltenen mittelneolithischen Kreisgrabenanlagen sind die Visierlinien in Goseck außerordentlich präzise und ermöglichen die Berechnung und Beobachtung der Sonnenwenden über mehrere Tage in allen vier Punkten.
Nach Auswertung von 40 Radiokohlenstoffdaten wird der Bau der Anlage in das 49. Jahrhundert v. Chr. datiert. Durch die Daten und die Typologie der stichbandkeramischen Funde kann gleichfalls als wahrscheinlich gelten, dass die Anlage bis ins 47. Jahrhundert v. Chr. in Benutzung war.
Etwa einen Kilometer von dieser Anlage entfernt ist eine weitere neolithische Siedlung entdeckt worden. Eine Erkundungsgruppe der Universität Halle ist in der Ortschaft Goseck beim Ausheben eines etwa 50 Meter langen und einen Meter tiefen Suchgrabens auf die Überreste eines 7000 Jahre alten Dorfes der Linearbandkeramik gestoßen.
Dokumentation und Auswertung der Grabungen stehen seit 2002 in einem gemeinschaftlichen Projekt zur Erforschung der Mikroregion um Goseck, das von den halleschen Instituten in Zusammenarbeit mit der University of California in Berkeley durchgeführt wird.

## Bedeutung

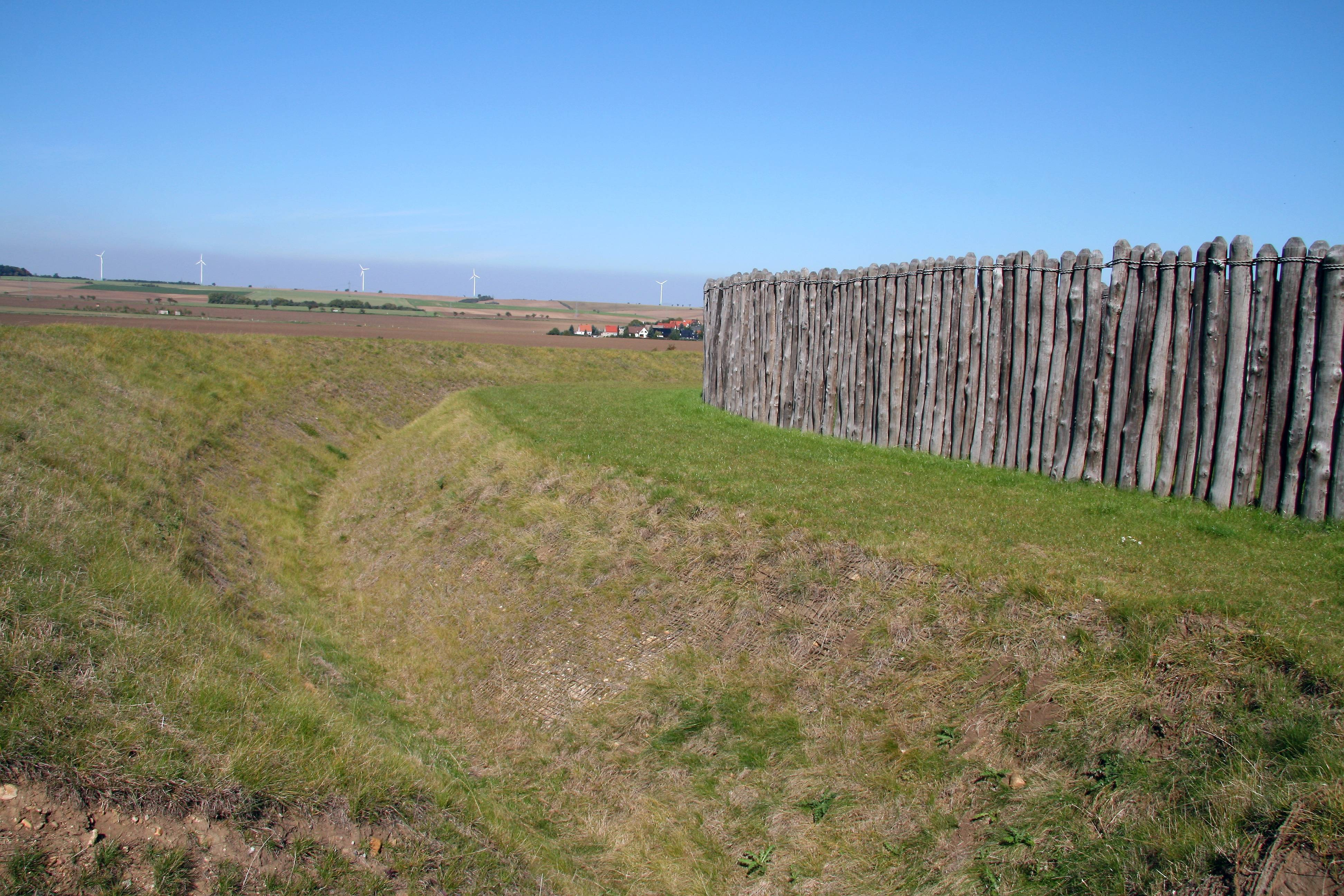
Ringgraben an der Südwestseite

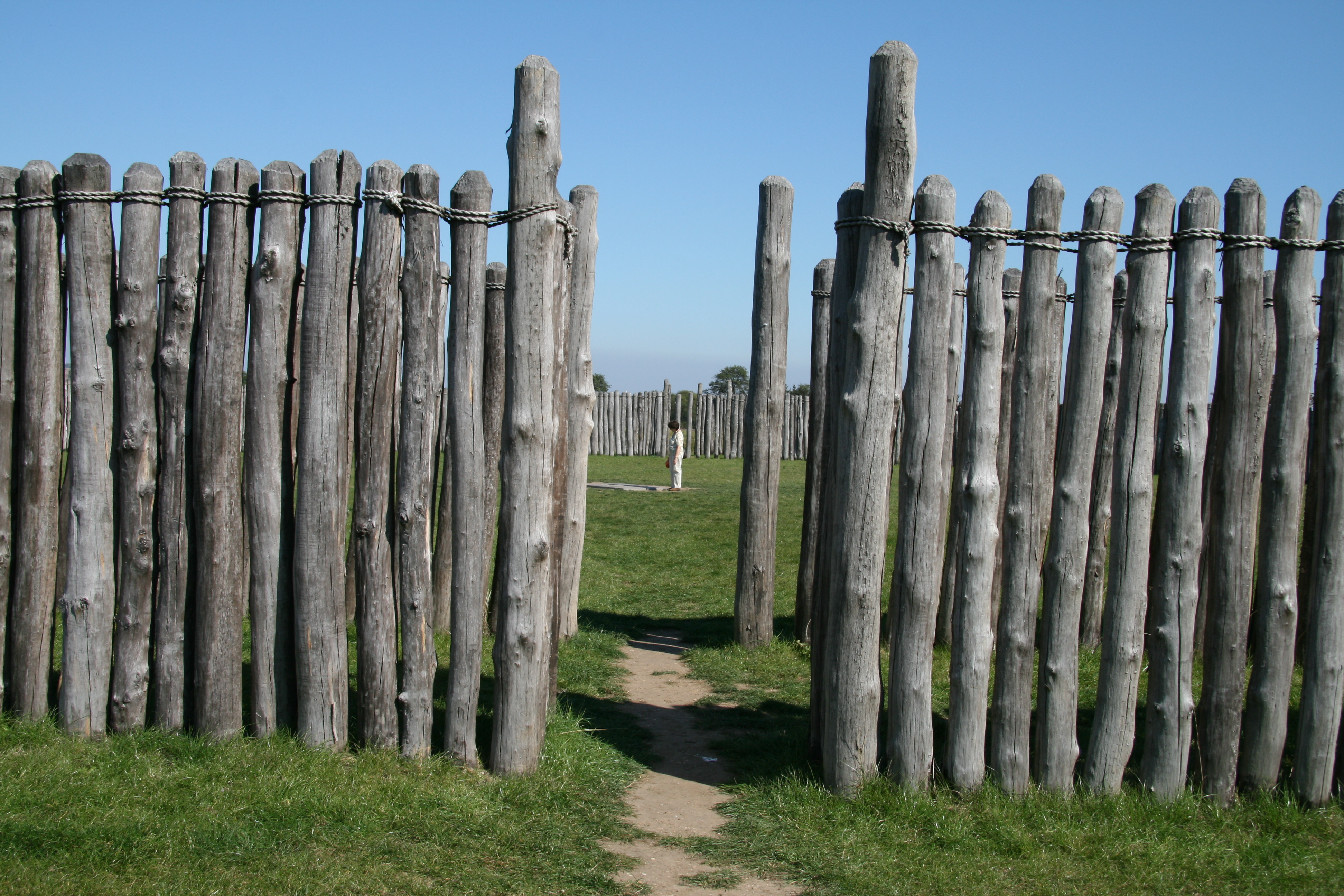
Öffnung der Anlage an der Südwestseite

In Mitteldeutschland weisen mehrere Kreisgrabenanlagen des Mittelneolithikums Bezüge zu den Sonnenauf- und Sonnenuntergängen zur Sommer- (Schalkenburg bei Quenstedt, Quedlinburg: Nordwesttor) oder Wintersonnenwende (Goseck: Südosttor) auf. Bezüge der mittelneolithischen Rondelle zu Sonnenwendpunkten wurden seit den 1980er Jahren bereits an einigen anderen Anlagen der Stichbandkeramik bzw. der ostmitteleuropäischen Lengyelkultur festgestellt (z. B. Těšetice-Kyjovice in Mähren, Künzing-Unternberg in Bayern oder Svodín, Slowakei).
Das Phänomen Kreisgrabenanlage kam in den mitteldeutschen Raum elbabwärts aus dem Gebiet der westlichen Lengyelkultur.
Alle bisher datierten Kreisgrabenanlagen wurden in einer recht kurzen Zeitspanne in der frühen Stufe der Lengyelkultur bzw. „Kultur mit Mährisch Bemalter Keramik“ (IA) und am Beginn der Stufe IV (= Stufe II nach Dieter Kaufmann) der Stichbandkeramik errichtet.
Eine Stilisierung Gosecks in der Presse als „Ältestes Observatorium der Welt“ ist daher unsachlich. Als hölzernes Henge-Monument ist die Anlage von Goseck jedoch rund 2000 Jahre älter als Stonehenge.